# Music Box Tour
Music Box Tour a fost un turneu din 1993 al cântăreței pop/R&B Mariah Carey.

## Listă cântece
1. "Emotions"
2. "Love Takes Time"
3. "Now That I Know"
4. "Without You"
5. "Dreamlover"
6. "Someday"
7. "I Don't Wanna Cry"
8. "Vanishing"
9. "Make It Happen"
10. "Hero"
11. "All in Your Mind"
12. "Just Be Good to Me"
13. "I'll Be There"
14. "Vision of Love"
15. "Anytime You Need a Friend"
16. "Santa Claus Is Coming to Town"

## Tour dates
| America de Nord   |              |               |                        |
| Data              | Oraș         | Țara          | Locul desfășurării     |
| 3 noiembrie 1993  | Miami        | Statele Unite | Miami Arena            |
| 9 noiembrie 1993  | Worcester    | Statele Unite | Worcester Centrum      |
| 17 noiembrie 1993 | Chicago      | Statele Unite | Rosemont Horizon       |
| 23 noiembrie 1993 | Los Angeles  | Statele Unite | Universal Amphitheatre |
| 2 decembrie 1993  | Philadelphia | Statele Unite | The Spectrum           |
| 10 decembrie 1993 | New York     | Statele Unite | Madison Square Garden  |